# Eine Urwaldgöttin darf nicht weinen

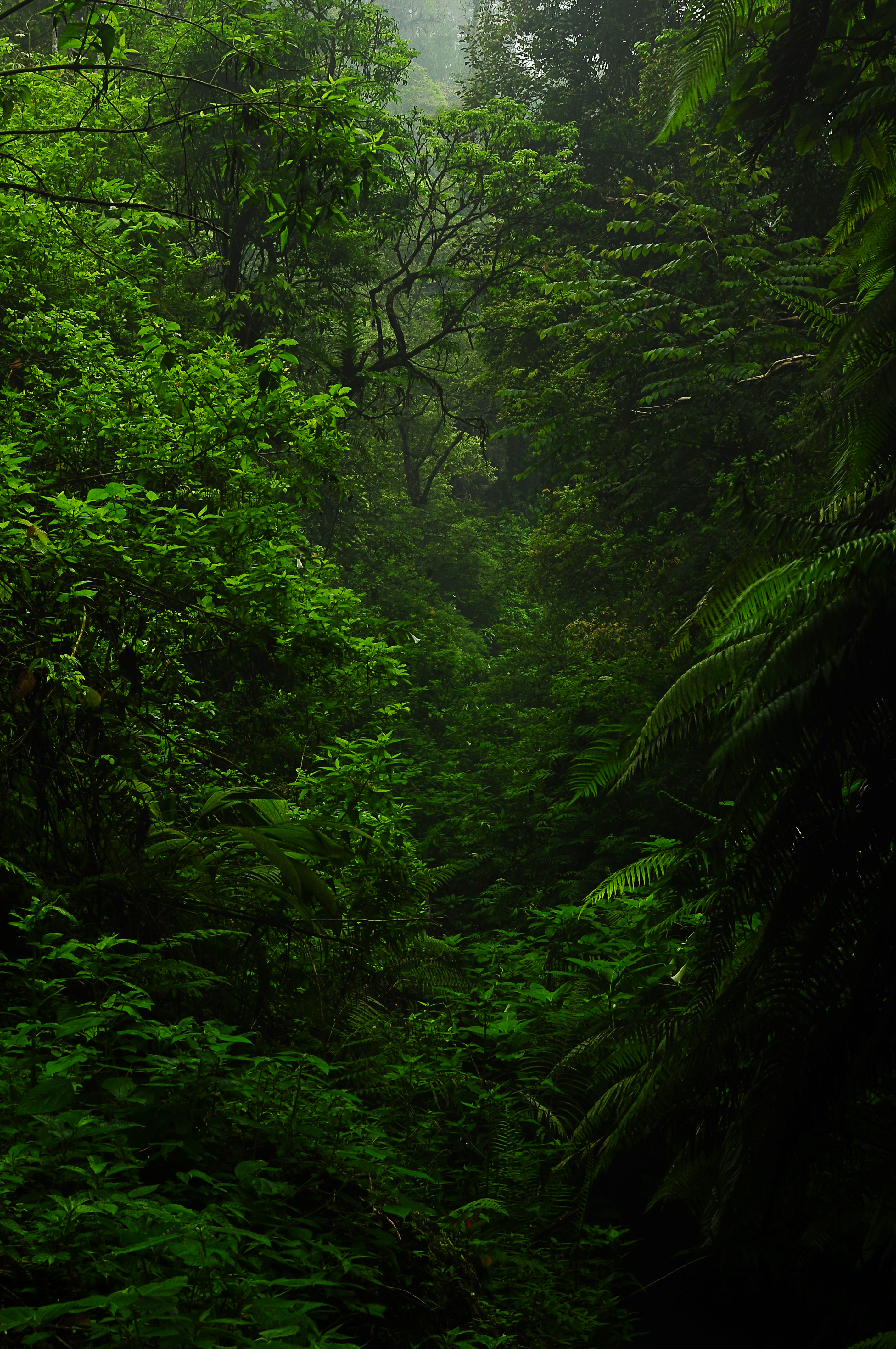
Tropischer Regenwald, auch als „Grüne Hölle“ bezeichnet

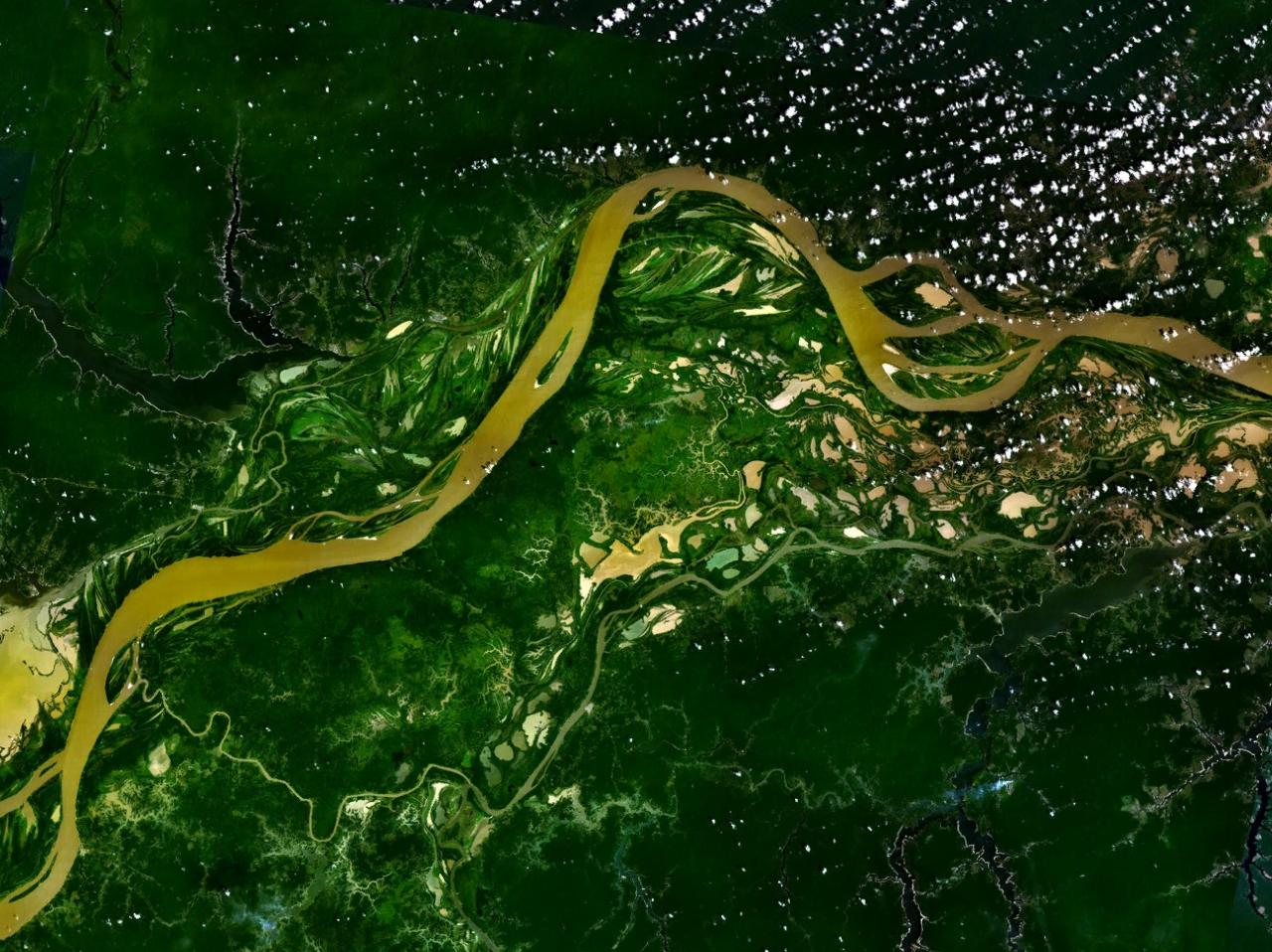
Luftaufnahme von Amazonien

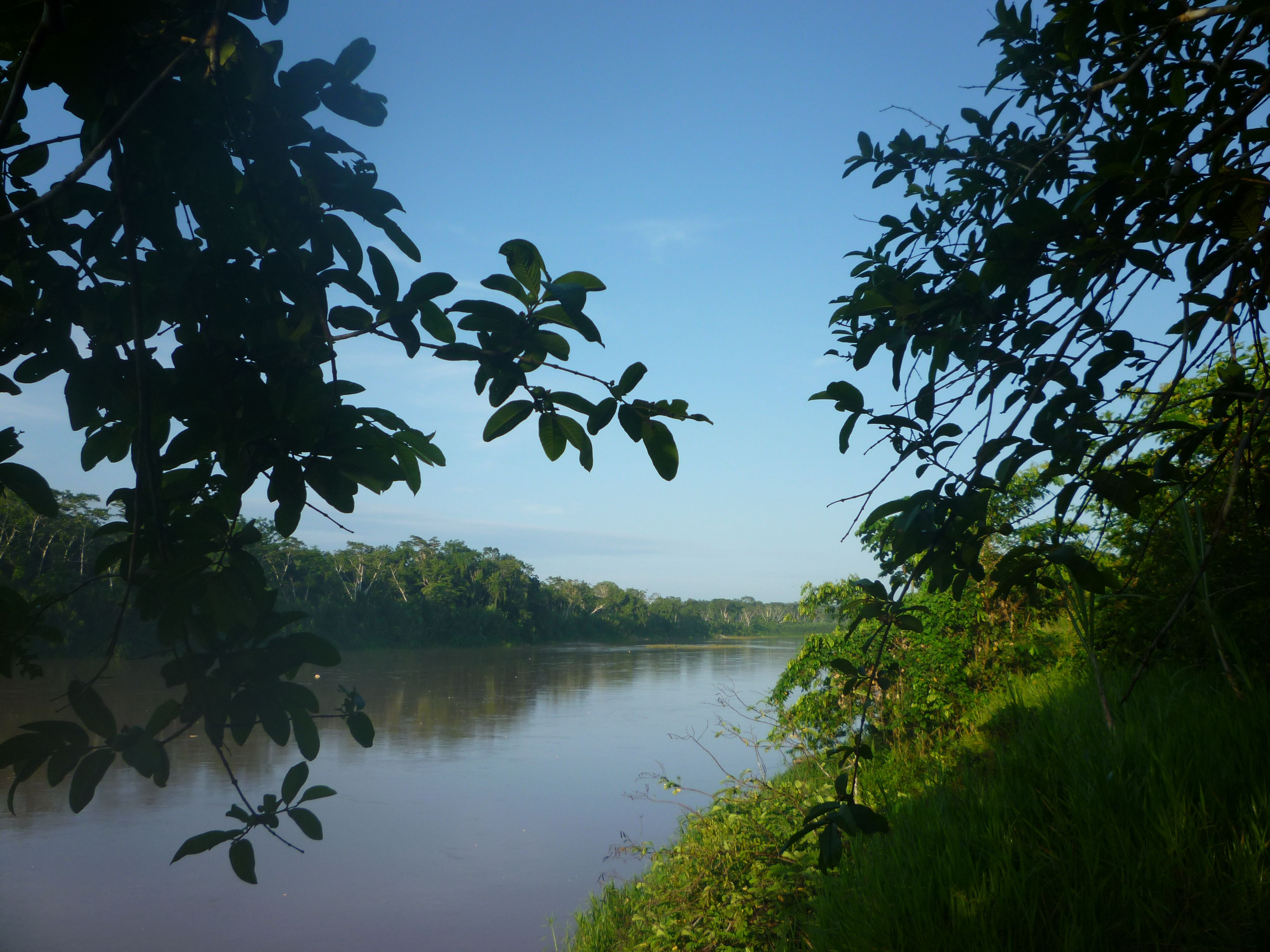
Rio Purus

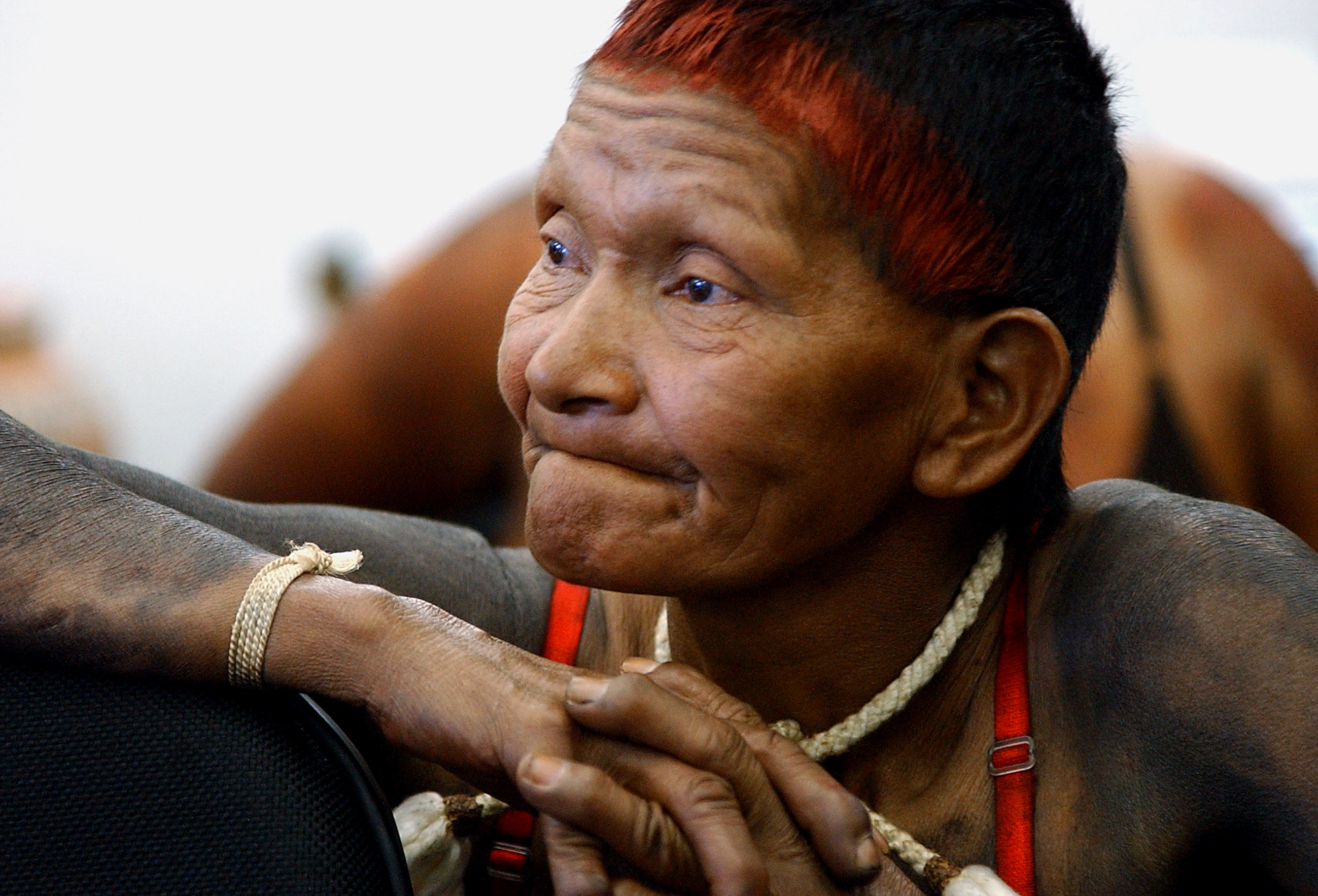
Frau aus dem Stamm der Xavantes

Eine Urwaldgöttin darf nicht weinen ist ein Abenteuer- und Liebesroman von Heinz G. Konsalik aus dem Jahr 1973, der sich mit dem Schicksal eines jungen Paares nach einem Flugabsturz im brasilianischen Dschungel beschäftigt.

## Inhalt
Klappentext

„Eine Göttin, die vom Himmel kam. Das Flugzeug rüttelte. Die Motoren dröhnten auf. Dann plötzlich ein dumpfer Knall, und aus dem linken Motor schoß eine rötliche, flackernde Fahne. Absturz über dem brasilianischen Urwald. Nur zwei Menschen überleben – ein schlanker, kräftiger Mann und ein junges, zierliches Mädchen. Auf beide wartet die grüne Hölle. Ein atemberaubender Roman, wie ihn in dieser Vollendung nur Konsalik schreiben kann. Es ist die Geschichte der siebzehnjährigen blonden Deutschen Gloria Pfeil und des verwegenen Wasserbauingenieurs Hellmut Peters, die im Urwald von Brasilien in die Hände von Kopfjägern geraten.“

## Handlung
Die Schwesternschülerin Gloria Margarete Pfeil ist die Tochter des Chirurgen Eberhard Pfeil. Sie besucht eine kolumbianische Schwesternschule und besucht ihren Vater regelmäßig in Porto Velho. Sie fliegt in einem Postflugzeug mit 10 weiteren Passagieren. Sie wurde von ihrem Vater intensiv auf das Überleben im Dschungel vorbereitet. Weitere Passagiere sind Schwester Rudolpha, Pater Juan Santo, Hellmut Peters, ein Wasserbau-Ingenieur, der in Brasilien ein Großprojekt leitet und Indianer, die einen sagenhaften Rubinfund gemacht haben. Während des Fluges fängt ein Flugzeugmotor Feuer. Es erfolgt eine Notlandung. Gloria landet unverletzt auf einem hohen Ast. Nur Schwester Rudolpha, Pater Juan und Hellmut Peters überlebten. Nach drei Tagen verstirb der Pater an seinen schweren Brandverletzungen. Es kommt zu Diskussionen, ob sie auf Hilfe warten oder sich auf eigene Faust durch den Regenwald schlagen sollen, bis sie auf Zivilisation stoßen. Ihre Lebensmittel reichen nur noch für drei Tage.
Die leichte Verletzung Schwester Rudolphas verwandelt sich in einen Wundbrand, ihr Zustand verschlechtert sich zunehmend. Zwischen Hellmut und Gloria baut sich eine erotisierende Stimmung auf. Gloria bleibt dennoch abweisend, auch nachdem Hellmut ihr eine Liebeserklärung machte.
Kurz nach dem S.O.S. des Funkers waren Suchflugzeuge aufgebrochen, brechen die Suche allerdings nach fünf ergebnislosen Tagen ab. Der Zustand von Schwester Rudolpha verschlechtert sich zusehends. Die Nahrungsbeschaffung bereitet größte Probleme. Hellmut gelingt es nicht, Tiere zu erlegen. Daher ernähren sie sich von gekochten Blättern, die zu starken Halluzinationen führen und außerdem von Gulasch aus Raupen, Maden und kleinen Baumschlangen. Schwester Rudolpha verliert das Bewusstsein und stirbt nach fünf Tagen. Gloria gesteht Hellmut in einem schwachen Moment ihre Liebe, nimmt dann aber sofort wieder eine abweisende Position ein.
Hellmut hat wegen seines quälenden Hungers starke Wahnvorstellungen und will Schwester Rudolpha mit Salz einpökeln und dann verzehren. Es kommt zu einem Streit mit Gloria, die darüber entsetzt ist. Der Plan wird jedoch umgesetzt. Teile von Rudolphas Körper werden mit Salzlake behandelt, die Überreste werden bestattet.
Am nächsten Morgen kommt es zu einem Kampf mit einem Panther, den Gloria mit einem Speer tötet. Auch das Fleisch des Panthers wird verwertet. In der letzten Nacht vor ihrem Aufbruch begegnen sich ihre nackten Körper.
Die beiden bahnen sich durch den undurchdringlichen Regenwald. Zur Orientierung benutzen sie eine ungenaue Karte des verstorbenen Piloten.
Die nächste menschliche Siedlung wäre 350 Kilometer nordöstlich im Amazonasbecken, was aber 350.000 Meter durch reißende Flusskilometer, Stromschnellen, Krokodilherden und mörderische Piranhaschwärme bedeutet.
Der Weg durch das Unterholz ist extrem beschwerlich und anstrengend. Sie werden von nervtötenden Brüllaffen begleitet, von Blutegeln befallen und von Moskitos geplagt. In den Marschpausen denkt Hellmut daran, wie es wohl wäre, mit Gloria Kinder und ein Haus mit Garten zu haben. Auf einer Lichtung entdecken sie Asche – ein Hinweis auf Menschen. Plötzlich ist Gloria spurlos verschwunden.
Gloria befindet sich in der Hand eines unbekannten Indianerstammes. Es sind nackte und bunt bemalte Männer, die ihr Angst einjagen. Sie wird von ihnen in den Dschungel hineingetragen. Sie haben noch nie eine weiße Frau gesehen und halten sie für eine Art Sonne, die auf die Erde gekommen ist. Sie verfrachten sie auf einem Fluss stromaufwärts in ein Eingeborenendorf der Ximbú (fiktiver Indianerstamm).
Hellmut ist verzweifelt und hat große Probleme, im Dschungel zu überleben. U. a. quälen ihn Moskitos, rote Ameisen und Blutegel. Als Nahrung nimmt er das vom Regen durchnässte Fleisch zu sich, in dem schon Fliegen ihre Eier abgelegt haben und Maden schlüpfen. Außerdem plagen ihn Ängste vor möglichen Fiebererkrankungen. Er gelangt schließlich auf einen verborgenen Trampelpfad und entdeckt dort einen Fetzen von Glorias Baumwollhemd. Hellmut gelangt zu einem Fluss und erkennt, dass die Menschen Gloria mit dem Boot mitgenommen haben müssen – logischerweise stromabwärts.
Hellmut steckt im Schlamm fest, als ein Krokodil auf ihn zuschnellt. Er trommelt auf einem Blechtopf und schlägt damit das Krokodil in die Flucht. Er setzt seinen Marsch fort und entfernt sich damit unwissentlich von Glorias Aufenthaltsort. Bei einem Katarakt stößt er auf eine Feuerstelle und eine Hütte, die dem Mestizen Antonio Serra gehört. Der harte Waldgänger und Orchideensammler lädt ihn zu einem Kaffee ein. Hellmut bittet ihn um Hilfe bei der Suche nach Gloria. Doch Serra rät ihm davon ab, da die Ximbú und das unbekannte Gebiet gefährlich seien. Serra verlangt für seine Hilfe USD 5.000,-. Hellmut willigt ein und verspricht, sämtlichen Anweisungen Serras zu folgen.
Gloria liegt auf dem Dorfplatz einer Baumhaussiedlung und wird von den Kriegern bewacht. Diese sind der Meinung, die Götter wären hinabgestiegen und hätten ihr die Sonne (Gloria) gebracht. Sie tragen Schrumpfköpfe und führen wilde Stammestänze auf. Gloria hat auf einmal keine Angst mehr vor den Wilden – in Erinnerung an ein zurückliegendes Erlebnis mit ihrem Vater, der als Arzt Eingeborenen in einem noch nicht entdeckten Dorf helfen konnte, wo eine tödliche Tuberkulose-Epidemie grassierte.
Gloria ist in den Augen der Ximbú eine weiße Göttin. Sie beeindruckt die Indigenen unter anderem dadurch, dass sie ihnen eine Polaroidkamera vorführt. Nur nicht den jungen Häuptling Numé. Er verlangt von Gloria, dass sie ihn als Zeichen ihrer Macht tötet, was sie aber nicht tut und damit in den Augen der Indianer Schwäche zeigt. Für Numé ist eine nicht strafende Göttin machtlos und er ist von nun an ihr Feind. Später bricht der Stamm in Ekstase aus. Die Nacht wird mit einem Fest der Fruchtbarkeit begangen. Numé folgt ihr und macht Annäherungsversuche (Numé, der starke Mann wollte die Göttin befruchten.), doch sie schlägt ihn mit dem Blitzlicht der Kamera die Flucht. Der Medizinmann Xéré schlägt Numé nieder.
Hellmut und Serra streiten sich darüber, welche Richtung sie einschlagen sollen. Es kommt zu Auseinandersetzungen, Hellmut beleidigt Serra und dieser verpasst ihm einen Fausthieb ins Gesicht. Dann setzen sie ihren Weg fort und bleiben in Reichweite des Flusses. Es ist schwer, die Siedlung der Ximbú zu lokalisieren, denn diese haben sich in die Tiefe des Waldes zurückgezogen. Serra berichtet, dass der Nachbarstamm der Yinca schon fast fünfzig Personen an die Ximbú als Schrumpfköpfe verloren hat. Während Serra schläft, stiehlt ihm Hellmut Messer und Pistolen. Anschließend befiehlt er ihm unter Waffengewalt, ohne Umwege weiter nach Gloria zu suchen und übernimmt das Kommando.
Xéré wacht über Gloria. Numé ist auf eine grausame Weise gefesselt und muss die ganze Zeit dagegen ankämpfen, sich nicht selbst zu strangulieren. Gloria will die brutale Folter beenden, doch der Stamm lässt dies nicht zu. Schließlich wird Numé von einer Lianenschlinge erdrosselt. Tage vergehen. Gloria will ein Boot bauen lassen, da ihr eine Reise mit dem Kanu als zu gefährlich erscheint u. a. wegen der Piranhas. Im Tal eines ausgetrockneten Flusses lagern jede Menge Gold und Edelsteine.
Hellmut treibt Serra vor sich her. Einen Überraschungsangriff Serras vereitelt er mit einem Warnschuss. Serra quält Hellmut damit, dass Gloria womöglich schon längst geköpft und zu einem Schrumpfkopf verarbeitet wurde. Während sie durchs Wasser waten, droht Gefahr durch Wasserschlangen und giftige Lanzettenfische. Serra ist sich sicher, dass sie bereits von den Ximbú entdeckt wurden und möglicherweise ein Angriff folgt. Sie begegnen einem Trupp Yinca, die Serra bekannt sind. Mit ihnen hat er oft Salz gegen Orchideen getauscht. Sie treffen mit deren grausamem Häuptling Xinxaré zusammen. Serra erklärt Hellmut, dass es sich bei den Edelsteinvorkommen um große Reichtümer handelt. Serra plant, die Schätze später an sich zu reißen, sich mit dem Vermögen zur Ruhe zu setzen und ein Großbordell zu gründen. Der Häuptling fordert diesmal einen Tausch gegen Gewehre, da sich sein Volk von den Ximbú bedroht fühlt. Er erwähnt, dass bei den Ximbú eine weiße Göttin vom Himmel gefallen sei. Hellmut erkennt, dass es sich hierbei um Gloria handelt. Die beiden Weißen sind bereit, sich einem Krieg gegen die Ximbú anzuschließen: Hellmut wegen Gloria, Serra wegen der Schätze.
Der alte Häuptling der Ximbú will Gloria die Edelsteine schenken, doch diese lehnt ab und wünscht ein Floß, um zu Hellmut zurückzugelangen. Ein Yinca-Spion wurde gefangen genommen. Gloria verhindert, dass ihm der Kopf abgeschlagen wird. Der Yinca beneidet die Ximbú um die „weiße Göttin“. Gloria macht ihnen klar, dass sie nur Frieden und Freundschaft will. Dadurch wird ein Machtkampf zwischen ihr und dem Medizinmann ausgelöst, da auch er erkannt hat, dass sie keine Göttin, sondern nur eine gewöhnliche Frau ist.
Der Gefangene wird freigelassen, kehrt in sein Dorf zurück und berichtet darüber, dass die weiße Göttin ihn vor dem Tod bewahrte. Hellmut weiß, dass es sich um Gloria handelt. Serra sieht die Gefahr, dass durch Glorias Verhalten ein Stammeskrieg ausgelöst werden könnte. In der Nacht planen sie einen Angriff. Die Yinca wollen das Dorf der Ximbú ausbrennen. Hellmut fürchtet um Glorias Leben. Serra will Xincaré davon überzeugen, den Ximbú die weiße Göttin zu stehlen. Der Häuptling gesteht den Weißen zu, zuerst eine Art „Kommandounternehmen“ zu diesem Zweck durchzuführen.
In Abwesenheit der „weißen Göttin“ beschließen auch die Yinca den Krieg, es beginnen Kriegsvorbereitungen. Xéré, der einer anderen Frau versprochen ist, hat sich in die „weiße Göttin“ verliebt. Der Medizinmann, der weiß, dass Gloria nur ein Mensch ist, kündigt Xéré an, dass die weiße Göttin nach dem Feldzug sterben muss, da sie nicht mehr benötigt wird. Xéré beschließt, Xumina zu töten, um Gloria zu retten.
Die Kampfgruppen der Yinca wollen die Ximbú überfallen. Bei Serras Hütte nehmen sie Dynamit und Handgranaten auf. Mit den Ginvorräten des Weißen betrinken sich die Krieger und fallen in ein Rauschkoma. Für einen Moment überlegt Serra, sie im Schlaf zu erschlagen, was Hellmut verhindert. Serra plant, zu einem späteren Zeitpunkt mit einem bewaffneten Trupp zurückzukehren, um ihnen die Edelsteine zu entreißen. Hellmut droht ihm, deswegen die Behörden einzuschalten. Sie wollen nun vor den Kriegern ins Dorf der Ximbú gelangen, um Gloria zu retten und dann schnellstmöglich verschwinden.
Gloria wird im Baumhaus von Xéré bewacht. Xumina will Gloria töten, Xéré kommt ihm zuvor, tötet ihn mit Blasrohr und Giftpfeil und bringt ihn zum Dorfplatz. Es scheint so aus, als wäre Xumina beim Gebet gestorben. Gloria leitet Xéré an, für sie ein Floß aus Baumstämmen und Lianen zu bauen. Sie macht ihm klar, dass sie aus einer anderen Welt kommt und nicht bei ihnen bleiben kann. Bei den Ximbú sind die Kriegsvorbereitungen abgeschlossen. Gloria rät Xéré, bei seinem Volk zu bleiben, da sie bei Sonnenaufgang das Dorf verlassen wird. Xéré ist eher bereit, Gloria zu töten, als sie ziehen zu lassen und betäubt sie mit einem Pflanzensaft.
Beim ersten Tageslicht brechen beide Kriegsparteien auf. Hellmuts und Serras Floß treibt dem Yinca-Territorium entgegen. Sie erreichen unerkannt das Ximbú-Dorf und erblicken Gloria. Allerdings müssen sie zum Schutz vor Spähern bis zum Einbruch der Dunkelheit regungslos auf dem Floß verharren. Bei Dunkelheit gehen sie an Land. Serra tötet Xéré mit einem Messer und Hellmut wirft Dynamitstangen. Es gelingt ihm, Gloria auf das Floß zu ziehen. Das Dynamit richtet im Eingeborenendorf einen großen Brand an und stiftet Verwirrung. Die Weißen bedauern das Verderben, das sie damit angerichtet haben. Serra ist verletzt und Gloria betrübt, dass Xéré sterben musste. Serra beharrt auf den ihm von Hellmut versprochenen Lohn, den er versaufen und verhuren will. Die Drei treiben schließlich auf dem Floß der Zivilisation entgegen.

## Hauptfiguren
- Gloria Margarete Pfeil (17 J): deutsch-brasilianische Klosterschülerin
- Hellmut Peters (26 J): deutscher Wasserbau-Ingenieur
- Dr. Eberhard Pfeil: Tropenarzt und Glorias Vater
- Antonio Serra: Waldläufer und angeblicher Orchideensammler
- Xumina: Medizinmann der Ximbú (Baummenschen)
- Numé: junger Häuptling der Ximbú
- Xéré: Glorias Freund bei den Ximbú
- Xinxaré: Häuptling der verfeindeten Yinca (Flussmenschen)

## Sprachstil
„Und sie hörten, wie ihre Herzen gegeneinanderschlugen, jung, kräftig und Leben fordernd. Am nächsten Tag, in der Morgendämmerung, brachen sie auf.“

Eine Urwaldgöttin darf nicht weinen ist im Stil typischer Konsalikprosa geschrieben. Extrem wortreich und unter Verwendung romantisch-zarter, aber auch kräftiger bis derber Bilder.

## Rezensionen
Laut Spiegel „paraphrasiert Konsalik schon im Titel den moralischen Imperativ des Sich-nicht-Unterkriegenlassens“. Der Roman wird als spannend und unterhaltsam eingestuft. Eine Szene, in der der Pater an seinen Verbrennungen erstickt wird als „schwer verdaulich“ angesehen. Es gibt immer wieder harte Momente, wo zwischen Leben und Überleben entschieden werden muss. Es geht um die Aussichtslosigkeit Mensch in lebensfeindlicher Natur und das Meistern von schwierigen Situationen. Spannend ist die Begegnung der Kulturen, als Gloria in das Eingeborenendorf kommt und dort Zivilisationsgegenstände zeigt, mit denen die Indianer zuvor noch nie in Berührung gekommen waren. Das Leben und die Denkweise des Naturvolkes werden von Konsalik nicht auf einfühlsame Art und Weise, sondern eher durch Exotik und oberflächliche Primitivität geschildert. Ansonsten sind Lebensweisheiten und Fragen der Moral das Thema dieses Buches, welches mit nur 205 Seiten für einen „typischen Konsalik“ recht kurz geraten ist. Der moralische Unterbau der Geschichte lautet: „Der Mensch kann unbeabsichtigt Krieg und Verderben auslösen.“ Glorias Begegnung mit den Naturmenschen ähnelt der Begegnung mit der Vorzeit.

„Die Unsicherheit war groß. Die fratzenhaften, vergreisten Gesichter, diese graubraunen Lehmmasken mit den lebendigen, fragenden, zwischen Götterglauben und Mord schwankenden Augen starrten Gloria an und warteten auf ein Zeichen.“

Eine Urwaldgöttin darf nicht weinen erinnert in Anklängen an die Welle italienischer Kannibalenfilme, die ebenfalls aus dieser Zeitepoche stammen und mit Mondo Cannibale (1972), Nackt unter Kannibalen (1977) und Nackt und zerfleischt/Cannibal Holocaust (1980) ihren traurigen Höhepunkt hatten. Während sich Konsalik häufig der Nacktheit bedient, ist extreme sadistische Gewalt wie in besagten Filmen aber eher die Ausnahme. Dem Roman ist eine neokolonialistische Grundhaltung gegen vermeintlich „unterentwickelte“ Naturvölker zu eigen.

„‚Man muss ihr Freund oder ihr Gott sein!‘, hatte Dr. Pfeil damals gesagt. Von beiden ist Gott das Sicherste. Man darf nie vergessen, daß bei ihnen ein Menschenleben außerhalb ihrer Sippe nicht mehr ist als ein Tierleben. Wer die Kraft hat, darüber zu verfügen, übt sie aus.‘“

## Textausgaben
- Heinz G. Konsalik: Eine Urwaldgöttin darf nicht weinen. Heyne Verlag, München 1973, ISBN 3-453-00407-8.